# 莜面栲栳栳

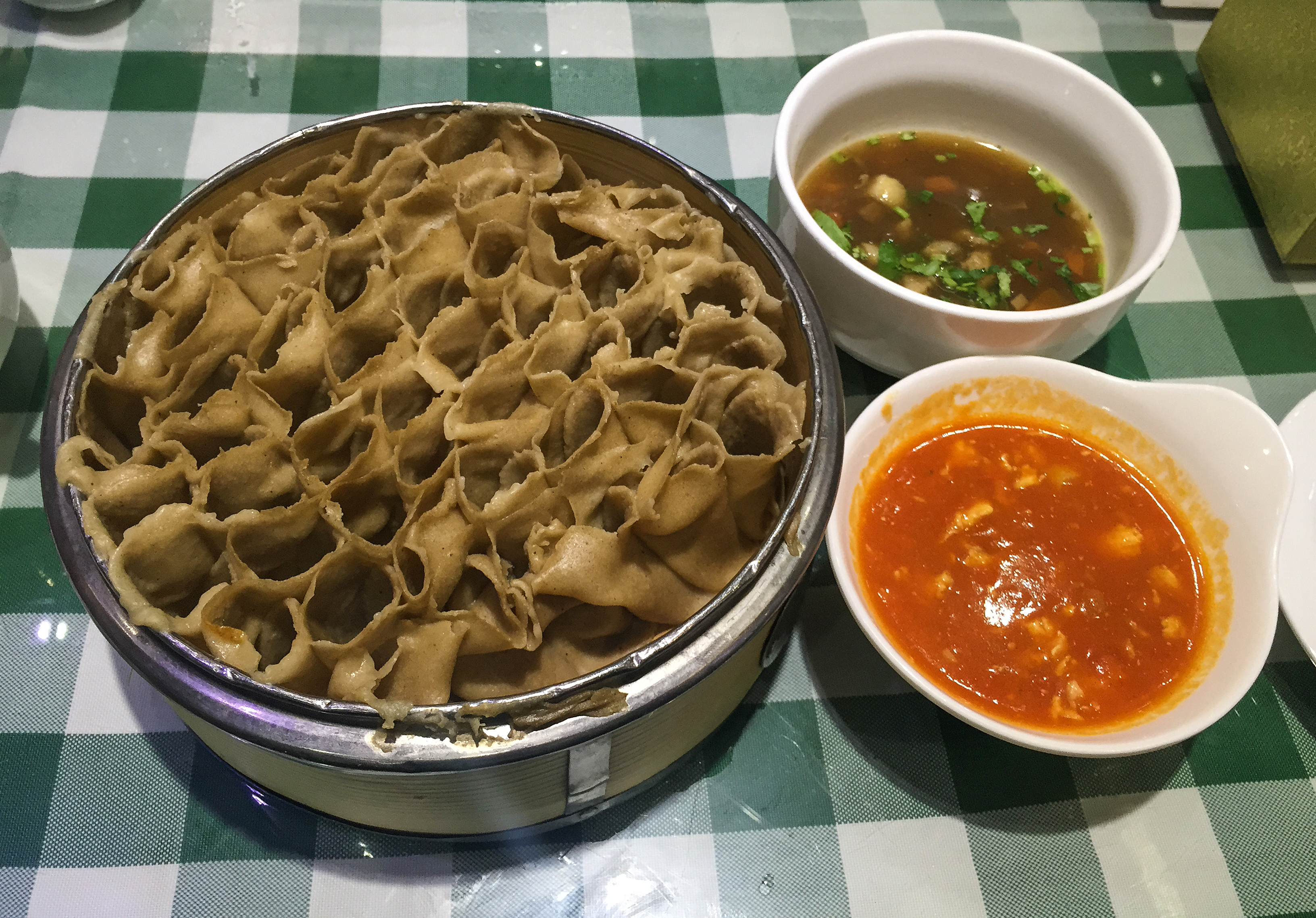
莜面栲栳栳

莜面栲栳栳，一作攸面栲栳栳、莜面窝窝，是晋语區的特色食品，是一種用蓧麵为主体的麵食形式。面团由双手揉搓成小卷或者小酒盅的形状，排列在蒸笼中蒸熟后蘸特殊的醬料食用。
做莜面栲栳栳的原材料，产自山西高寒地区的莜麦（也称燕麦、玉麦、油麦），是雁北地区的特产之一。莜麦磨成的面粉颜色黄白，蛋白质含量高，劲道十足，营养丰富，释放出来的热量可等同于猪肉或牛肉，做成的莜面栲栳栳很耐饿，是当地劳动人民重要的热量来源。
莜面栲栳栳制作秘诀有三：开水和麵；快速搭卷；掌握火候。